# Comuna 7 (Cali)
La Comuna 7 de Cali es una de las 22 comunas en las que se divide administrativamente la zona urbana de la ciudad de Santiago de Cali en Colombia, se encuentra a su vez dividida en barrios.
Está ubicada en la parte nororiental de la ciudad, limita al norte con las comunas 5 y 6, al oriente con los municipios de Palmira y Candelaria, al sur con las comunas 21 y 13, y al occidente con las comunas 8 y 4.

## Barrios
La comuna 7 está conformada por los siguientes barrios:
| - Alfonso López 1.ª Etapa - Alfonso López 2.ª Etapa - Alfonso López 3.ª Etapa - Puerto Mallarino - Andrés Sanín - Siete de Agosto | - Los Pinos - San Marino - Las Ceibas - Las Veraneras - Base Aérea - Fepicol |

- Datos: Q2840989